# الرابطة الأمريكية للإحصاء

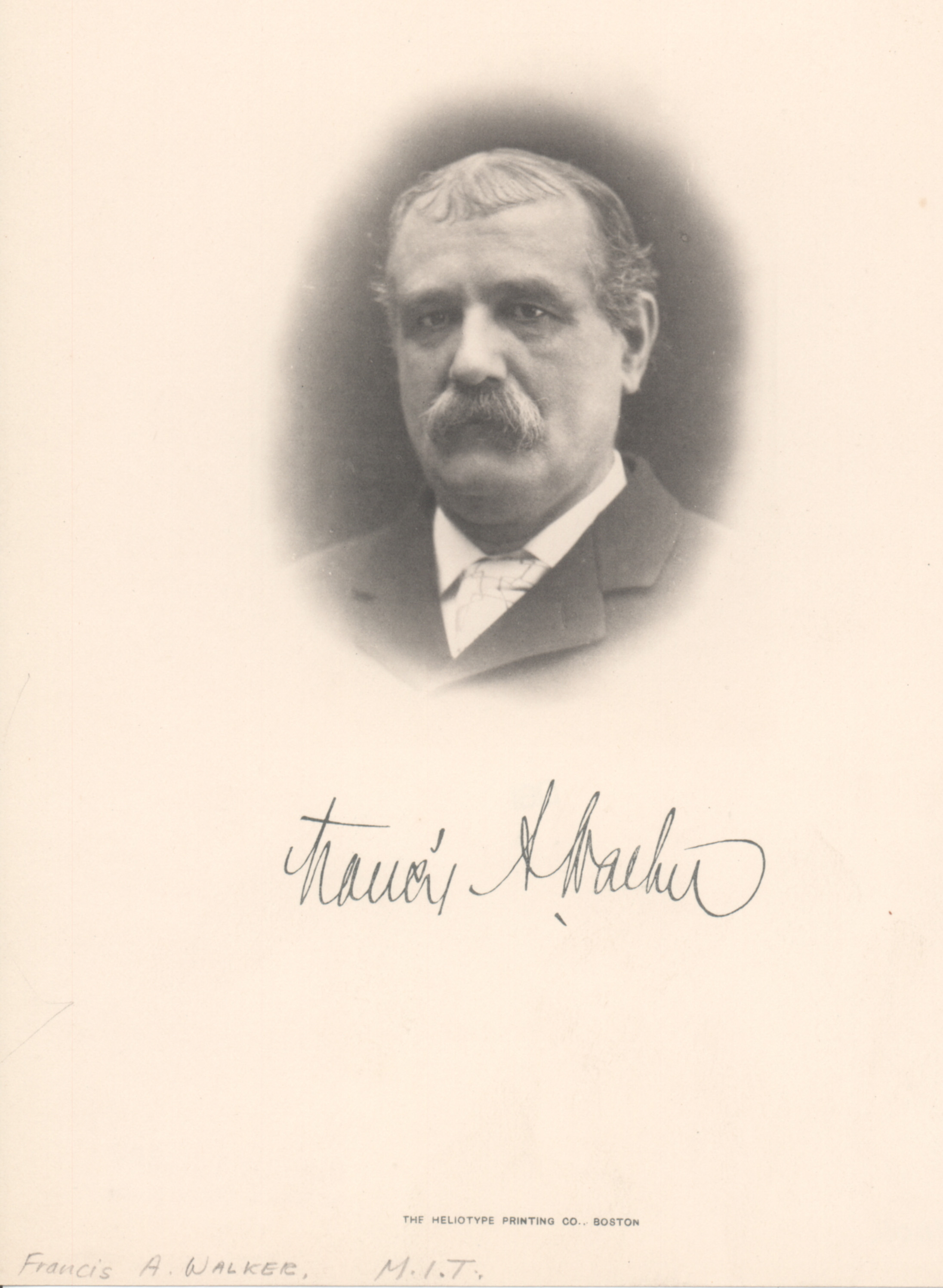
Alisf

الرابطة الأمريكية للإحصاء (اختصارًا ASA) هي المنظمة المهنية الرئيسية للإحصائيين والأشخاص ذوي الصلة في الولايات المتحدة. تأسست في بوسطن، ماساتشوستس في 27 نوفمبر 1839، وهي ثاني أقدم رابطة مهنية مستمرة في العمل في الولايات المتحدة (اقدم رابطة مهنية مستمرة في العمل في الولايات المتحدة هي جمعية ماساتشوستس الطبية، التي تأسست عام 1781). تشمل خدمات الرابطة الأمريكية للإحصاء الإحصائيين والعلماء الكميين ومستخدمي الإحصاء عبر العديد من المجالات والتطبيقات الأكاديمية. تنشر الجمعية مجموعة متنوعة من المجلات وترعى العديد من المؤتمرات الدولية كل عام.

## المهمة
تتمثل مهمة المنظمة في تعزيز التطبيق الجيد للعلوم الإحصائية، وتحديداً من أجل: 
- دعم التميز في الممارسة الإحصائية والبحوث والمجلات والاجتماعات
- العمل على تحسين التعليم الإحصائي على جميع المستويات
- تعزيز التطبيق السليم للإحصاء
- توقع وتلبية احتياجات الأعضاء
- استخدام الانضباط الإحصائي لتعزيز رفاهية الإنسان
- البحث عن فرص للنهوض بمهنة الإحصاء

## العضوية
تضم الرابطة الأمريكية للإحصاء حوالي 18000 عضو، موجودون في الحكومة والأوساط الأكاديمية والقطاع الخاص. يشارك الأعضاء في مجموعة متنوعة من الأنشطة بما في ذلك: 
- البحث في المجالات الطبية مثل الإيدز
- تقييم المخاطر البيئية
- تطوير عقاقير علاجية جديدة
- استكشاف الفضاء
- ضمان الجودة في الصناعة
- فحص القضايا الاجتماعية مثل المتشردين والفقراء
- بحث تحليلي عن مشاكل العمل الحالية والتنبؤ الاقتصادي
- وضع المعايير للإحصاءات المستخدمة على جميع مستويات الحكومة
- تعزيز وتطوير التعليم الإحصائي للجمهور والمهنة
- التوسع في الأساليب واستخدام الحاسبات والرسوم البيانية للنهوض بعلم الإحصاء

## الزمالة
يتم منح الزمالات الجديدة من الرابطة الأمريكية للإحصاء سنويًا من قبل لجنة ضمن الرابطة. يجب أن يكون المرشحون للزمالة أعضاء في السنوات الثلاث السابقة ولكن يمكن أن يتم ترشيحهم من قبل أي شخص. الحد الأقصى لعدد المستفيدين كل عام هو ثلث واحد بالمائة من عدد أعضاء الرابطة الأمريكية للإحصاء.

## الهيكل التنظيمي
يتم تنظيم الرابطة الأمريكية للإحصاء في اقسام وفصول ولجان. الفصول مرتبة جغرافياً، تمثل 78 منطقة عبر الولايات المتحدة وكندا. الأقسام تحوي مواضيع مختلفة ومجموعات التقييم في مجال الصناعة التي تغطي 22 تخصصًا فرعيًا. لدى الرابطة الأمريكية للإحصاء أكثر من 60 لجنة لتنسيق الاجتماعات والمنشورات والتعليم والوظائف والموضوعات ذات الاهتمامات الخاصة التي تشمل الإحصائيين.

## خبير إحصائي معتمد
اعتبارا من أبريل 2010, تمنح الرابطة الأمريكية للإحصاء اعتماد الخبير الإحصائي المعتمد (PStat)، إلى الاعضاء المؤهلين للمتطلبات المحددة. وهذه المتطلبات تشمل شهادة متقدمة في علم الاحصاء أو أي فرع علمي مرتبط به، خمس سنوات من الخبرة الموثقة، واثبات للمهارة العلمية. توجد قائمة بأسماء كل الاشخاص الحاصلين على اعتماد الخبير الإحصائي المعتمد (PStat).
تقدم الرابطة الأمريكية للإحصاء أيضًا وضع خبير الإحصاء الخريجين (GStat) اعتبارًا من أبريل 2014. إنه بمثابة اعتماد تحضيري مناسب لطلاب الدراسات العليا.

## النشر
تنشر الرابطة الأمريكية للاحصاءالعديد من المجلات العلمية:
- مجلة الجمعية الأمريكية للإحصاء (JASA)
- الإحصائي الأمريكي (TAS)
- مجلة إحصاءات الأعمال والاقتصاد (JBES)
- مجلة الإحصاءات الزراعية والبيولوجية والبيئية (جابس)
- مجلة الإحصاء الحسابي والرسوم البيانية (JCGS)
- Technometrics (TECH)

المجلات الإلكترونية فقط:
- مجلة التربية الاحصائية (JSE)
- مجلة البرمجيات الإحصائية (JSS)

تشارك في رعاية:
- الفهرس الحالي للإحصاءات (CIS)

المجلة الفصلية:
- جنص

تشمل المنشورات التاريخية ما يلي:
- إدوارد جارفيس وويليام بريجهام وجون وينجيت ثورنتون، نصب تذكاري لجمعية الإحصاء الأمريكية يدعو إلى اعتماد تدابير لتصحيح الأخطاء في التعداد ، 1844
- منشورات الرابطة الأمريكية للإحصاء، 1888-1919 (المجلدات 1-16) [14] والمنشورات الفصلية للجمعية الأمريكية للإحصاء، 1920-1921 [15] [16]

## الاجتماعات
توفر الاجتماعات منصة للعلماء والممارسين للإحصاء لتبادل البحوث وفرص العمل والأفكار مع بعضهم البعض. تعقد الرابطة الأمريكية للاحصاءاجتماعًا سنويًا يسمى الاجتماعات الإحصائية المشتركة (JSM)، مؤتمرًا حول المنهجيات والتطبيقات الإحصائية يسمى مؤتمر أبحاث الربيع (SRC)، مؤتمر الممارسة الإحصائية (CSP)، ويرعى اجتماعات دولية متعددة واجتماعات المجموعات ذات الاهتمامات الخاصة.

## روابط خارجية
- موقع الرابطة الإحصائية الأمريكية
- MacTutor: الجمعية الإحصائية الأمريكية